# Национално знаме на Севернокипърската турска република
'Националното знаме на Севернокипърската турска република е сред нейните символи.
Прилича на знамето на Турция. Съставено е от бял фон с 2 еднакви хоризонтални червени ленти отгоре и отдолу. По средата има червен полумесец и звезда.